# منظر (مجله)
فصلنامه منظر پیشرو طرح ادبیات منظر به عنوان یک علم میان‌رشته‌ای جدید در ایران است که به طور کامل در گروه معماری منظر و محیط برنامه‌ریزی و تولید می‌شود. این مجله از سال 1387 تاکنون مقالاتی را  در زمینه مشترک با حوزه‌های هنر، محیط، شهر، معماری، میراث فرهنگی، محیط زیست و گردشگری منتشر کرده است. «منظر»، تنها مجله علمی ـ ترویجی گروه هنر است که به روز منتشر و در دو نسخه چاپی و الکترونیکی عرضه و در پایگاه‌های Magiran, ISC, EBSCO  و پرتال جامع علوم انسانی نمایه می‌شود.

این مجله سعی می کند مطالب نو و دست اول را در هر شماره ارائه کند مصاحبه ها با افراد صاحب نام و پیشکسوت در خارج از ایران به صورت مستقیم انجام می‌شود و مقالاتی تخصصی از متخصصان موضوعات مرتبط برای اولین بار در ایران منتشر می شود.

دکتر بهرام آجورلو، دکتر فریدون آورزمانی، دکتر ناصر براتی، دکتر شهره جوادی، دکتر علی اکبر سرفراز، دکتر مهدی شیبانی، دکتر سیدامیر منصوری هیئت تحریریه مجله را تشکیل می دهند.

## حیطه فعالیت مجله منظر
مجله منظر موضوعات گوناگونی را در حوزه هنر، معماری و شهرسازی پوشش می‌دهد. برخی از محورهای اصلی فعالیت این مجله عبارت‌اند از:
1. تحلیل منظر شهری و روستایی پژوهش‌هایی درباره ویژگی‌های بصری، اجتماعی و زیست‌محیطی منظر شهری و روستایی.
2. رویکردهای میان‌رشته‌ای در طراحی معماری و شهرسازی بررسی تأثیرات و تعاملات بین رشته‌های مختلف علمی و هنری بر طراحی معماری و شهرسازی.
3. معماری پایدار و تأثیر آن بر محیط زیست مطالعه راهکارهای طراحی و ساخت با هدف حفظ منابع طبیعی و کاهش آسیب‌های زیست‌محیطی.
4. نقش فرهنگ و هویت در شکل‌گیری فضاهای معماری و شهری پژوهش درباره تأثیرات فرهنگی و هویتی بر طراحی فضاهای شهری و معماری.
5. طراحی فضاهای عمومی شهری و تحلیل عملکرد آن‌ها مطالعه راهکارهای بهبود کیفیت فضاهای عمومی با توجه به نیازهای اجتماعی.
6. هنر و زیبایی‌شناسی در طراحی شهری و معماری تحلیل مفاهیم زیبایی‌شناسی و نقش آن‌ها در ارتقای کیفیت محیط‌های ساخته‌شده.
7. کاربرد فناوری‌های نوین در معماری و شهرسازی پژوهش درباره استفاده از ابزارها و فناوری‌های نوین در فرآیند طراحی و اجرای پروژه‌ها.
8. بازآفرینی شهری و مرمت بناهای تاریخی بررسی روش‌ها و رویکردهای نوین در حفاظت از بناهای تاریخی و بازآفرینی بافت‌های فرسوده.
9. رابطه انسان و محیط در طراحی فضاهای شهری و معماری مطالعه تعاملات انسانی با فضاهای شهری و معماری برای بهبود تجربه کاربران.
10. چالش‌های معاصر در طراحی منظر و معماری بررسی مسائل و چالش‌های روز در حوزه طراحی معماری و منظر.